# 纤维街道
纤维街道，是中华人民共和国辽宁省丹东市振兴区下辖的一个乡镇级行政单位。

## 行政区划
纤维街道下辖以下地区：
福春三社区、福春六社区、福春七社区、军楼社区、纤维一社区和纤维二社区。